# Carlo Crivelli (kardinal)
Carlo kardinal Crivelli, italijanski rimskokatoliški duhovnik, škof in kardinal, * 20. maj 1736, Milano, † 19. januar 1818, Milano.

## Življenjepis
Leta 1775 je:
- prejel duhovniško posvečenje (20. avgust),
- bil imenovan za naslovnega nadškofa Patrae (11. september),
- prejel škofovsko posvečenje (21. september) in
- bil imenovan za apostolskega nuncija (23. september).

23. februarja 1801 je bil povzdignjen v kardinala in pectore.
29. marca 1802 je bil ponovno povzdignjen v kardinala in imenovan za kardinal-duhovnika S. Susanna.